# لين لورينغ
لين لورينغ (بالإنجليزية: Lynn Loring)‏ هي منتجة أفلام وممثلة أمريكية، ولدت في 14 يوليو 1944 في نيويورك في الولايات المتحدة.

## أعمال

### أفلام
- روعة بين العشب

## وصلات خارجية
- لين لورينغ على موقع IMDb (الإنجليزية)
- لين لورينغ على موقع أول موفي (الإنجليزية)
- لين لورينغ على موقع قاعدة بيانات الفيلم (الإنجليزية)